# Dyscaris
Dyscaris is een geslacht van kevers uit de familie van de loopkevers (Carabidae). De wetenschappelijke naam van het geslacht is voor het eerst geldig gepubliceerd in 1937 door Max Bänninger.

## Soorten
Het geslacht Dyscaris omvat de volgende soorten:
- Dyscaris decorsei Jeannel, 1946
- Dyscaris mordax (Fairmaire, 1869)
- Dyscaris seyrigi (Banninger, 1934)
- Dyscaris striolifrons (Fairmaire, 1901)